# (39509) Кардашёв
(39509) Кардашёв (лат. Kardashev) — типичный астероид главного пояса, открыт 22 октября 1981 года советским астрономом Николаем Черных в Крымской астрофизической обсерватории и 7 февраля 2012 года назван в честь советского и российского астронома Николая Кардашёва.

## Обнаружение и именование
(39509) Кардашёв
Открыт 22 октября 1981 года в Крымской астрофизической обсерватории Н. С. Черных.
Николай Семенович Кардашёв (р. 1932), директор астрокосмического центра Физического института им. Лебедева, внёс значительный вклад в изучение атомных излучений в межзвёздной среде, разработал многомерную космологию и в настоящее время руководит экспериментом "Радиоастрон".
Оригинальный текст (англ.)39509 Kardashev
Discovered 1981 Oct. 22 by N. S. Chernykh at the Crimean Astrophysical Observatory.
Nikolaj Semenovich Kardashev (b. 1932), director of the Astrospace Center of the Lebedev Physical Institute, has made significant contributions to the study of atomic radiations in the inter-stellar medium, developed multidimensional cosmology and now directs the experiment RadioAstron.
Источники: 20120207/MPCPages.arc; M.P.C. 78270.

## Орбита

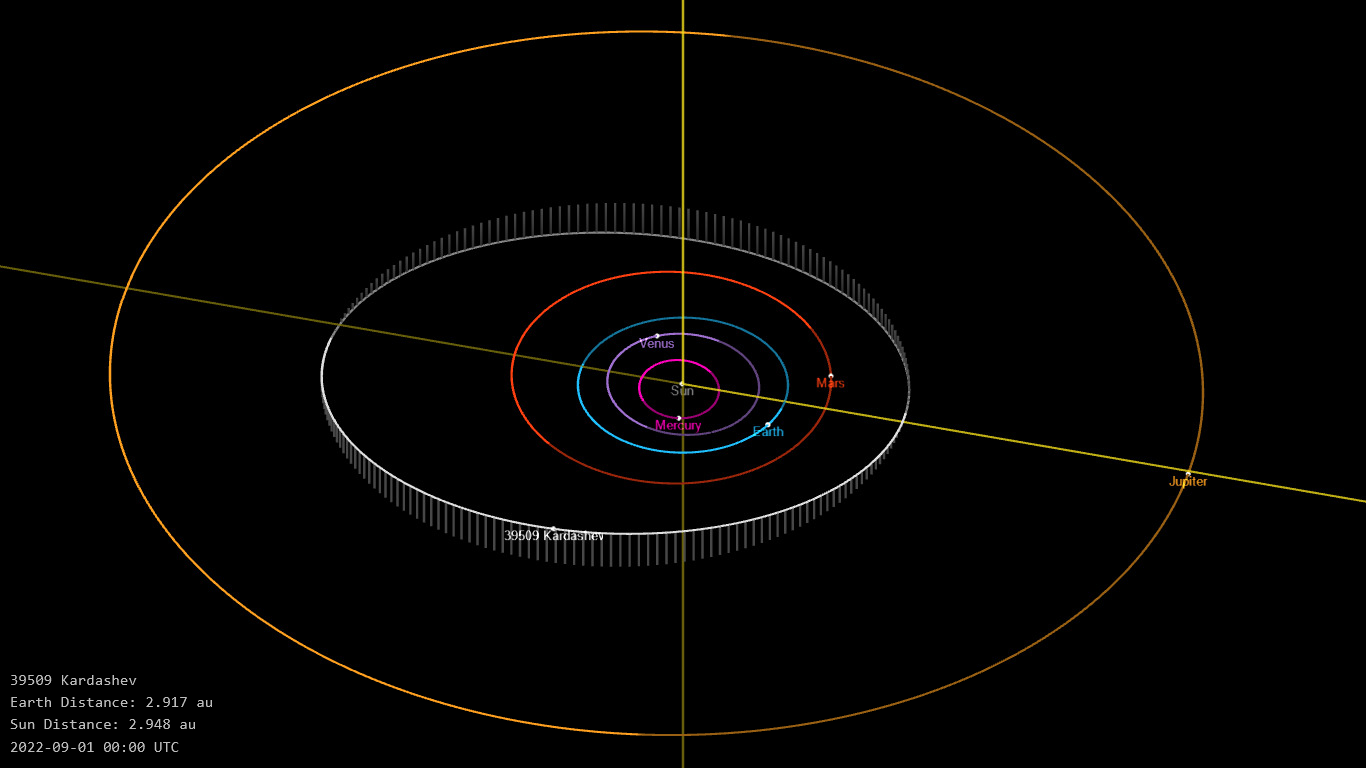
Орбита астероида Кардашев и его положение в Солнечной системе

## Физические характеристики
Астероид относится к таксономическому классу C.
По результатам наблюдений в видимом и ближнем инфракрасном диапазоне космического телескопа NEOWISE диаметр астероида оценивался равным 7,702±0,114 км и 6,03±1,14 км. Согласно тем же источникам альбедо оценивается как 0,0574±0,0068, 0,10±0,06 и 0,057±0,007.